# Função bijectiva
Uma função bijetiva, função bijetora, correspondência biunívoca ou bijeção, é uma função injectiva e sobrejectiva (injetora e sobrejetora, como é mais comum em português brasileiro).
- Uma função bijetiva (injetiva e sobrejetiva ao mesmo tempo)
- Função injetiva, mas não sobrejetiva (portanto não é bijetiva)
- Função sobrejetiva, mas não injetiva (portanto não é bijetiva)
- Função nem injetiva nem sobrejetiva (portanto não é bijetiva)

Os termos injectiva, sobrejectiva e bijectiva se popularizaram devido ao seu uso por Nicolas Bourbaki.

## Definição
Sejam {\displaystyle X} e {\displaystyle Y} conjuntos e {\displaystyle f:X\to Y} uma função de {\displaystyle X} a {\displaystyle Y}. Então {\displaystyle f} é dita bijetiva, ou bijetora, se satisfizer as seguintes condições: 
1. Sobrejetiva: para cada elemento {\displaystyle y\in Y}, existe ao menos um {\displaystyle x\in X} tal que {\displaystyle f(x)=y};
2. Injetiva: para cada elemento {\displaystyle x\in X}, existe um único {\displaystyle y\in Y} tal que {\displaystyle f(x)=y}.

Isto é, uma função é bijetora quando associa cada elemento de {\displaystyle X} a um único de {\displaystyle Y} e vice-versa: a cada elemento de {\displaystyle Y}, um único de {\displaystyle X}. Esta propriedade também é chamada de associação biunívoca, ou um-para-um, mas este último termo também é utilizado genericamente para funções injetoras.

## Exemplos
- A função {\displaystyle f:\{0,1,2\}\to \{0,1,4\}}, tal que {\displaystyle f(x)=x^{2}}, é bijetiva.
- A função {\displaystyle f:\{-1,0,1\}\to \{0,1\}}, tal que {\displaystyle f(x)=x^{2}}, não é bijetiva, pois não é injetiva: {\displaystyle f(1)=f(-1)=1}.
- A função {\displaystyle f:\{0,1\}\to \{0,1,4\}}, tal que {\displaystyle f(x)=x^{2}}, não é bijetiva, pois não é sobrejetiva; i.e, não há nenhum elemento {\displaystyle a} do domínio tal que {\displaystyle f(a)=4}.
- Dado um conjunto qualquer {\displaystyle X}, a função identidade {\displaystyle \mathrm {Id} _{X}:X\to X}, tal que, para todo {\displaystyle x\in X},  {\displaystyle \mathrm {Id} _{X}(x)=x}, é uma bijeção de {\displaystyle X} em si mesmo.
- Qualquer função afim {\displaystyle f:\mathbb {R} \to \mathbb {R} } , da forma {\displaystyle f(x)=ax+b} , com {\displaystyle a\neq 0} , é bijetiva.
- Mais geralmente, qualquer função {\displaystyle f:\mathbb {R} \to \mathbb {R} } da forma {\displaystyle f(x)=ax^{n}+b}, com {\displaystyle a\neq 0} e {\displaystyle n} ímpar, é bijetiva.
- Dada uma transformação linear {\displaystyle T:V\to W} entre espaços vetoriais {\displaystyle V} e {\displaystyle W} de dimensão finita, {\displaystyle T} é bijetora se e somente seu determinante for não-nulo.

## Condição de existência
Quando dois conjuntos finitos têm o mesmo número de elementos, então existe uma bijecção entre esses conjuntos. Na teoria dos conjuntos, essa propriedade é usada para definir a cardinalidade de conjuntos: dois conjuntos têm o mesmo número de elementos se, e somente se, existe uma bijecção entre eles.
O teorema de Cantor-Bernstein-Schroeder constrói uma bijecção entre A e B, dadas duas injecções {\displaystyle f:A\rightarrow B} e {\displaystyle g:B\rightarrow A}.

## Construção de funções bijetivas
Dada uma função injetiva {\displaystyle f:A\to B}, podemos formar uma função bijetiva {\displaystyle g:A\to \mathrm {Im} (f)} reduzindo o contradomínio {\displaystyle B} ao conjunto imagem de {\displaystyle f}, mantendo os seus valores, de forma que {\displaystyle \forall x\in A,f(x)=g(x)}. 
A questão análoga para funções sobrejetivas não é trivial: construir uma função bijetiva {\displaystyle f:C\to B} com {\displaystyle C\subseteq A} a partir de uma função sobrejetiva {\displaystyle f:A\to B} exige o axioma da escolha, pois para cada {\displaystyle y\in B} teríamos que escolher um único elemento {\displaystyle x\in A} na pré-imagem {\displaystyle f^{-1}(\{y\})}.

## Teoria das Categorias
Na teoria das categorias, funções bijetivas são os isomorfismos da categoria Set. Em várias outras categorias os isomorfismos também são funções bijetivas, normalmente com alguma propriedade extra (por exemplo, na categoria dos grupos os isomorfismos são funções bijetivas que preservam a operação de grupo e a inversão).